# Thltsusmetunne
Thltsusmetunne /= "people on the sand"/, banda Mishikhwutmetunne Indijanaca s rijeke Coquille, ali od 1858. već su na ušću Flores Creeka u Oregonu. Ne smiju se brkati s istoimenim selom Indijanaca Tolowa, 4 milje južno od Crescent Cityja u sjeverozapadnoj Kaliforniji.